# Арендтсвілл (Пенсільванія)
Арендтсвілл (англ. Arendtsville) — місто (англ. borough) в США, в окрузі Адамс штату Пенсільванія. Населення — 867 осіб (2020).

## Географія
Арендтсвілл розташований за координатами 39°55′24″ пн. ш. 77°18′0″ зх. д. / 39.92333° пн. ш. 77.30000° зх. д. (39.923405, -77.299887).  За даними Бюро перепису населення США в 2010 році місто мало площу 2,12 км², уся площа — суходіл.

## Демографія
Згідно з переписом 2010 року, у селищі мешкали 952 особи в 358 домогосподарствах у складі 255 родин. Густота населення становила 449 осіб/км².  Було 381 помешкання (180/км²).
Расовий склад населення:
| - 83,0 % — білих - 2,8 % — чорних або афроамериканців - 0,5 % — корінних американців - 0,5 % — азіатів - 10,8 % — осіб інших рас |

До двох чи більше рас належало 2,3 %. Частка іспаномовних становила 16,4 % від усіх жителів.
За віковим діапазоном населення розподілялося таким чином: 26,9 % — особи молодші 18 років, 60,7 % — особи у віці 18—64 років, 12,4 % — особи у віці 65 років та старші. Медіана віку мешканця становила 34,5 року. На 100 осіб жіночої статі у селищі припадало 101,7 чоловіків;  на 100 жінок у віці від 18 років та старших — 96,6 чоловіків також старших 18 років.
Середній дохід на одне домашнє господарство  становив 61 348 доларів США (медіана — 51 700), а середній дохід на одну сім'ю — 67 278 доларів (медіана — 57 656). Медіана доходів становила 41 875 доларів для чоловіків та 36 607 доларів для жінок. За межею бідності перебувало 20,1 % осіб, у тому числі 31,9 % дітей у віці до 18 років та 0,0 % осіб у віці 65 років та старших.
Цивільне працевлаштоване населення становило 464 особи. Основні галузі зайнятості: освіта, охорона здоров'я та соціальна допомога — 23,7 %, виробництво — 19,0 %, роздрібна торгівля — 9,9 %, транспорт — 8,0 %.